# Stanley Savige
Teniente General Sir Stanley George Savige, KBE, CB, DSO, MC, ED (26 de junio de 1890-15 de mayo de 1954) fue un soldado y oficial del ejército australiano que sirvió en la Primera Guerra Mundial y la Segunda Guerra Mundial.
En marzo de 1915, después del estallido de la Primera Guerra Mundial, Savige se alistó en la Primera Fuerza Imperial Australiana. Sirvió en las filas durante la Campaña de Gallipoli, y recibió una distinción. Más tarde sirvió en el Frente Occidental, donde fue recomendado dos veces para la Cruz Militar por su valentía. En 1918, se unió a Dunster Force y sirvió en la Campaña del Cáucaso, durante la cual fue fundamental para proteger a miles de refugiados asirios. Posteriormente, escribió un libro, Stalky Forlorn Hope, sobre sus experiencias. Después de la guerra, desempeñó un papel clave en el establecimiento de Legacy Australia, el fondo de beneficios para viudas y huérfanos de la guerra.
Durante los primeros años de la Segunda Guerra Mundial, Savige comandó la XVII Brigada de Infantería en la Campaña de África del Norte, la Batalla de Grecia y la Campaña Siria-Líbano. Sus abiertas críticas a los soldados profesionales le hicieron ganar su rencor. Regresó a Australia a principios de 1942 y más tarde comandó la 3ª División en la campaña de Salamaua-Lae. En última instancia, alcanzó el rango de teniente general en el ejército australiano, al mando del II Cuerpo en la Campaña de Bougainville.
En la vida civil, Savige fue director de Olympic Tire & Rubber Ltd. Entre 1946 a 1951, y presidente de Moran Cato Ltd de 1950 a 1951. También fue presidente de la Central War Gratuity Board de 1946 a 1951 y comisionado del State Savings Bank of Victoria.

## Primeros años
Stanley Savige nació el 26 de junio de 1890, en Morwell, Victoria, el mayor de los ocho hijos de Samuel Savige, un carnicero, y su esposa Ann Nora, nacida Walmsley. Stan Savige abandonó la Escuela Estatal de Korumburra a la edad de doce años para trabajar como herrero. Mientras estaba en allí, se alistó en los cadetes de secundaria de la escuela como un corneta. La familia se mudó a Prahran, Victoria, en 1907, donde Savige trabajó en una variedad de trabajos y sirvió en los cadetes mayores de Prahran durante 18 meses, desde 1907 hasta 1909. Se convirtió en un maestro explorador, formando la Primera Tropa Yarra. Savige era un miembro activo de la Iglesia Bautista de South Yarra, donde era maestro de escuela dominical. A través de las actividades de su iglesia, Savige conoció a Lilian Stockton, con quien se comprometió el día de Año Nuevo de 1914.

## Primera Guerra Mundial

### Gallipoli
Savige se alistó en la Primera Fuerza Imperial Australiana (AIF) el 6 de marzo de 1915, y fue destinado al 24ª batallón de infantería, que partió de Melbourne hacia Egipto en el transporte Eurípides el 8 de mayo de 1915. Fue pasado por alto por una comisión debido a su falta de formación, pero fue promovido a cabo el 30 de abril y a sargento de lanza el 8 de mayo. El 24 de ese mes, el batallón de infantería desembarcó en Gallipoli el 5 de septiembre de 1915 y tomó parte de la línea en Lone Pine. Savige se convirtió en sargento mayor de la compañía el 20 de septiembre. Allí fue comisionado como segundo teniente el 9 de noviembre de 1915. Durante la evacuación de Gallipoli en diciembre de 1915, Savige fue uno de los tres oficiales elegidos para servir en la retaguardia del batallón.

### Frente occidental

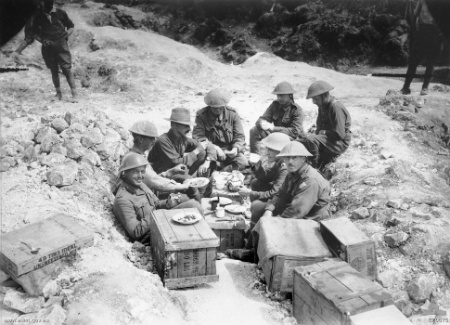
El general de brigada John Gellibrand y su personal que desayunan en un agujero en el valle de Sausage. El capitán Savige está más alejado de la cámara.

Tras un breve período de descanso y reorganización en Egipto, el 24ª batallón de infantería fue destinado a Francia el 21 de marzo de 1916. Savige se convirtió en comandante del pelotón de exploradores del batallón y dirigió varias patrullas nocturnas a tierra de nadie. El 12 de abril, se convirtió en oficial de inteligencia del batallón y fue ascendido a teniente el 1 de mayo. Al llamar la atención de su comandante de brigada, el general de brigada John Gellibrand, Savige fue asignado a la 6ª Sede de la Brigada de infantería como oficial de inteligencia de brigada en prácticas.  "Esperábamos mucho del nuevo B.I.O., "Gellibrand recordó más tarde," y lo conseguimos ". Savige sirvió en operaciones en Pozières y Mouquet Farm en julio y agosto de 1916. En un momento dado corrió a través de fuego pesado en una misión. El ordenanza que entró con él nunca fue visto de nuevo. Savige fue ascendido a capitán el 15 de septiembre. El 8 de noviembre, fue herido en Flers pero permaneció en servicio. Sin embargo, el 20 de diciembre ingresó en el hospital por influenza. Savige se reincorporó al 24.ª Batallón de infantería el 5 de enero de 1917 y fue designado adjunto el 3 de febrero.
En febrero de 1917, el ejército alemán comenzó a retirarse de sus posiciones en el sector Somme a la Línea Hindenburg. Gellibrand estuvo al mando temporal de la 2ª División, que en este momento estaba frente a la aldea de Warren Court. La Brigada de Infantería encontró a Warren Court vacío y lo ocupó sin oposición. El 24ª batallón de infantería vigiló a los alemanes mientras se retiraban. El 13 de marzo, el 24ª batallón de infantería, ahora responsable de todo el frente de brigada, encontró a Gréville vacío y lo ocupó. Para el 17 de marzo de 1917, las trincheras frente a Bapaume estaban vacías. La brigada de infantería ocupó sus suburbios del norte.
En la Segunda Batalla de Bullecourt durante mayo de 1917, la 6ª Brigada de Infantería logró penetrar en la Línea Hindenburg pero su control fue precario, ya que la 5ª Brigada de Infantería, en su flanco, no había podido realizar la misma hazaña. La brigada se enfrentó a fuertes contraataques alemanes. Savige estaba en las trinchera avanzadas, desde donde intentó coordinar la defensa del 24ª batallón de infantería. La situación, advirtió Savige, era "peligrosa". Se requirió extraordinaria tenacidad y valentía para mantener la posición. "El logro de la Brigada en este día, "escribió Charles Bean", tuvo pocos paralelos en la historia de la AIF. En toda la línea de batalla desde Vimy hasta cerca de Queant, la suya fue casi el único éxito ".
Savige fue mencionado en los despachos de Bullecourt, y recomendado con la Cruz Militar. Su cita decía: 

Por la valentía evidente en acción en la Línea Hindenburg el 3 de mayo de 1917. Después de ayudar a reorganizar un grupo de infantería rota, se desempeñó como oficial de personal del Oficial Superior en la posición capturada. En esta capacidad, mostró la más destacable frialdad, energía y capacidad para obtener información confiable sobre el progreso de la acción.

 Savige fue finalmente galardonado con la Cruz Militar el 1 de enero de 1918, tanto por su "buen trabajo constante como por su devoción al deber" en el período comprendido entre el 26 de febrero al 17 de marzo de 1917 y su "frialdad bajo fuego y tenacidad de propósito" en la Segunda batalla de Bullecourt de abril a mayo de 1917. Se mencionó en los despachos por segunda vez por su papel en la Batalla de Passchendaele, aunque originalmente se lo recomendó para una barra a su Cruz Militar.
Aunque Savige fue informado de que la cita había sido enviada, la medalla nunca fue registrada. Se convirtió en ayudante de brigada mayor de la 6ª Brigada de infantería, el 10 de septiembre y se desempeñó como brigada principal desde el 22 de noviembre hasta el 11 de enero de 1918.

### Irán

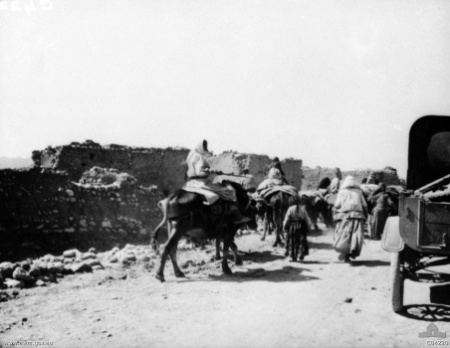
Refugiados armenios de los distritos de Lakes Van y Urmia, pasando por Balad Ruz en su camino hacia Bakuba, donde "Dunster force" había establecido un campamento para su recepción en octubre de 1918.

Tras la abdicación del zar ruso en 1917, el Frente del Cáucaso se derrumbó, dejando Asia Central abierta al ejército turco. La Oficina de Guerra británica respondió con un plan para enviar una fuerza de oficiales británicos y suboficiales seleccionados cuidadosamente para organizar a las fuerzas rusas o civiles restantes que estuvieran listos para luchar contra las fuerzas turcas. Se envió una solicitud para que participaran oficiales australianos al comandante del Cuerpo Australiano, el general Sir William Birdwood. Se eligieron unos veinte oficiales, extraídos de "la crema de la crema" de los líderes australianos, incluido Savige. Esta fuerza se conoció como "Dunster Force" después de que su comandante, el general de división Lionel Charles Dunsterville, fuera la inspiración para el personaje titular de la novela Stalky &amp de Rudyard Kipling, Dunster Force llegó a Bakú en agosto de 1918. Se esperaba que, de parte del pueblo cristiano georgiano, armenio y asirio que había apoyado a los rusos y que históricamente temía a los turcos, "Dunster Force" podría formar un ejército para contener a los turcos, pero "la tarea resultó ser sobrehumana".
Tras la captura de Urmia por los turcos, Savige descubrió a decenas de miles de refugiados asirios que huían. Desplegó a un pequeño grupo de voluntarios de su propia fuerza, junto con los refugiados, para formar una retaguardia para contener a los persas y kurdos que asesinaban a los refugiados y se llevaban a las niñas como esclavas. El historiador oficial Charles Bean escribió más tarde que: 

La resistencia realizada por Savige y sus ocho compañeros esa noche y durante la mitad del día siguiente contra cientos de enemigos sedientos como lobos para llegar a la multitud indefensa fue tan bueno como cualquier episodio conocido por el presente escritor en la historia de esta guerra.
Charles Bean

Savige fue condecorado posteriormente con la Orden de Servicio Distinguido por sus esfuerzos en esta ocasión. Su cita decía: 

Por la valentía y la devoción al deber durante el retiro de los refugiados de Sain Kelen a Tikkaa Tappah, del 26 al 28 de julio de 1918; También en Chalkaman, 5/6 de agosto. Al mando de un pequeño grupo enviado para proteger la parte posterior de la columna de refugiados, él, por su recurso y sus hábiles disposiciones, se mantuvo alejado del enemigo, que se encontraba en un número muy superior. Se aferró a una posición tras otra hasta que estuvo casi rodeado, y en cada ocasión liberó su comando con la mayor habilidad.

Su fría determinación y buen ejemplo inspiraron a sus hombres y pusieron corazón en los asustados refugiados.

Por sus servicios en Irán, Savige también fue mencionado en despachos por tercera vez. Más tarde, escribió un libro sobre sus experiencias, titulado Stalky Forlorn Hope, que se publicó en Melbourne en 1920. En noviembre de 1918, fue evacuado a un hospital en Bombay, sufriendo un ataque de malaria, y regresó a Australia en enero de 1919 en la ciudad de Exeter.

## Entre las guerras
Savige se casó con Lilian Stockton el 28 de junio de 1919 en la Iglesia Bautista de South Yarra. Tuvieron una hija, Gwendolyn Lesley, quien nació en 1920. Savige también crio a sus dos sobrinos, Stanley James y William, luego de que su hermana Hilda muriera en 1924. Savige tuvo que luchar para restablecerse en la vida civil. Estuvo desempleado por un tiempo antes de encontrar trabajo en una empresa mayorista de Melbourne. En 1923 se convirtió en el único agente del Molino de Soldados Devueltos en Geelong. Tuvo éxito como vendedor y finalmente se convirtió en el único agente para toda Australia. En 1930, se presentó sin éxito para el distrito electoral de la Asamblea Legislativa Victoriana de Caulfield en la lista del Partido Nacionalista de Australia.
En 1923, Gellibrand fundó el Remembrance Club en Hobart, con el objetivo de colocar a los militares devueltos en sus antiguos negocios. Savige visitó a Gellibrand en Hobart en agosto de 1923, y Gellibrand lo instó a establecer un club similar en Melbourne. Poco después del regreso de Savige a Melbourne, un grupo de exmilitares se reunieron para despedirse de uno de los que estaban a punto de ir a Inglaterra. Savige aprovechó esta oportunidad para plantear la idea de un club similar al Club de la Memoria de Gellibrand. Después de varias reuniones informales, la reunión inaugural del club de Melbourne se celebró en Anzac House, Melbourne. "Legacy Australia" fue fundada como un club de exmilitares, pero pronto se convirtió en una organización caritativa centrada en viudas de guerra y huérfanos. Durante los siguientes 26 años, debido a su compromiso, energía y entusiasmo, el nombre de Savige se volvió inseparable tanto del club como del movimiento.
Savige se unió a la Milicia el 19 de febrero de 1920, con su rango de capitán de AIF. Sirvió con la Sede 3ª División, luego bajo Gellibrand, desde julio de 1921 hasta noviembre de 1924. Él ordenó el 24º Batallón de infantería del 1 de diciembre de 1924 al 31 de julio de 1928, el 24º Batallón de infantería desde el 1 de agosto de 1928 hasta el 31 de mayo de 1935, y la Brigada de infantería del 1 de junio de 1935 al 12 de octubre de 1939. En el camino, fue ascendido a comandante el 1 de julio de 1924, teniente coronel el 1 de julio de 1926, coronel el 1 de junio de 1935 y brigadier el 1 de mayo de 1938. Su promoción, aunque no fue ni meteórica ni excepcional, fue mucho más rápida que la que tuvieron los oficiales regulares como Frank Berryman, Horace Robertson o George Alan Vasey, quienes habían sido mayores en la AIF pero que permanecieron en ese rango durante casi veinte años; solo se encuentran menores a los oficiales de la milicia como Savige. Por su parte, Savige fue un crítico de los oficiales regulares. Mientras era comandante de la 10.ª Brigada de infantería, insistió en que los graduados de Duntroon, de la Royal Military College se desempeñaran primero como comandantes de pelotón antes de asumir puestos de personal, para que pudieran comprender a los hombres. Le escribió a Gellibrand:
Los hombres del (Cuerpo del Personal) son alistados a una edad temprana y entrenados solo para ser soldados. En paz son principalmente funcionarios militares con la capacidad de repetir el contenido de los pequeños libros rojos. Algunos, por supuesto, van más allá de esa etapa, pero son pocos en número.

## Segunda Guerra Mundial

### Libia

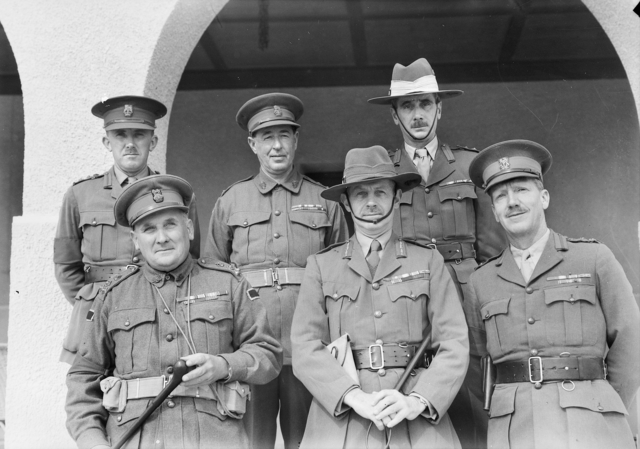
El mayor general Iven Mackay y sus oficiales superiores; El brigadier Savige está en la última fila, centro.

Poco después del estallido de la Segunda Guerra Mundial en septiembre de 1939, el Primer Ministro Robert Menzies anunció la decisión de formar una Segunda Fuerza Imperial Australiana. Además ordenó que todos los comandos irían en la nueva 6ª división. La división iría a los milicianos. El Teniente general Sir Thomas Blamey, fue nombrado comandante de la 6ª División el 28 de septiembre: Savige seleccionado para comandar su 17.ª Brigada de infantería, la brigada de victoria. Savige recibió el número de serie AIF VX13. Él y Blamey habían trabajado juntos cuando Blamey había dirigido la 3.ª División desde 1931 hasta 1937, y Savige fue "casi fanáticamente leal a Blamey en los tiempos malos y buenos". Para los oficiales regulares, su exclusión de las posiciones de mando fue "la gota final". Savige sospechó, con precisión en parte, que los oficiales del Cuerpo de Personal estaban tratando de derogarlo. Una "atmósfera general de crítica y derogación" infectó la fuerza que finalmente entorpecería las relaciones entre Blamey y algunos oficiales del Cuerpo de Personal.
Considerando su inexperiencia, la 17.ª Brigada de Infantería de Savige, recibió un papel complicado en la Batalla de Bardia. Mientras que el Batallón de Infantería hizo una demostración a la derecha, la 17.ª intentó seguir el ataque de la 16.ª brigada de infantería, con el resto de la 17.ª en reserva. La brigada tuvo que moverse en cuatro direcciones a la vez. El plan pronto salió mal, ya que él en particular sufrió una serie de contratiempos. Al caer la noche, el coronel Frank Berryman, jefe de personal de la división, había llegado a la conclusión de que la brigada de infantería estaba demasiado cansada y desorganizada para un mayor esfuerzo. Esto fue solo en parte debido a la acción del enemigo; el resto era atribuible al propio plan de Berryman, que había dispersado a la brigada y le había proporcionado estructuras inadecuadas y, en las etapas finales, sin apoyo de artillería. Savige también asumió parte de la culpa, por no asegurarse de que sus subordinados entendieran y llevarán a cabo el plan.
En la batalla de Tobruk, la 17 Brigada de Infantería fue nuevamente dividida y se le dio un papel secundario. Sin embargo, en el avance de Derna, junto con 19.ª Brigada de Infantería de Robertson, logró vencer a Giovanni Berta. A fines de febrero, la campaña había terminado y Savige tenía la tarea de mantener una línea defensiva cerca de El Agheila. Se convenció de que las tropas alemanas se estaban moviendo en el área, pero sus preocupaciones fueron desestimadas por el General de Brigada en Cuerpo, brigadier Sydney Rowell. Un mes después, se comprobó que Savige tenía razón cuando el Afrika Korps atacó a las fuerzas británicas alrededor de El Agheila, pero para entonces él y la 17.ª brigada de infantería estaban en Egipto, preparándose para la batalla de Grecia. Aunque la campaña había planteado dudas sobre su idoneidad para el mando, principalmente como resultado de su actuación en Bardia, pero también con respecto a la contienda con Vasey, Berryman y Robertson Savige fue nombrado Comandante de la Orden del Imperio Británico.

### Grecia y Siria
La 17.ª brigada de infantería fue la última en aterrizar en Grecia, llegando a El Pireo el 12 abril. Savige se puso al frente de la "Savige Fuerza", que consistía en los 2/5, 2/6, 2/7 y 2/11 batallones de infantería, con estructura, artillería, ingenieros y otros apoyos. Se le encomendó la misión de cubrir el flanco aliado alrededor de Kalabaka. El 17 de abril, Savige recibió órdenes de retirarse de Kalambaka, dejando solo una retaguardia. El camino detrás de él, sin embargo, estaba lleno de vehículos, y un puente crucial en el único camino razonablemente bueno había sido demolido accidentalmente. Savige eligió ignorar sus órdenes y mantener su posición hasta que el camino estuviera despejado. Luego logró retirarse, aunque se rompió el pie del conductor en un ataque aéreo. Savige regresó a Palestina el 1 de mayo de 1941 y comenzó la tarea de reconstruir su brigada. Por la campaña en Grecia, recibió su cuarta mención en despachos.
En junio de 1941, la 7ª División luchó en la Campaña Siria-Líbano. Uno de sus problemas fue que estaba tratando de pelear tres batallas con solo dos brigadas, porque la 18.ª Brigada de Infantería que normalmente formaba parte de la división estaba comprometida en el Sitio de Tobruk. En consecuencia, la 7ª de Savige tuvo que actuar. El cuartel general de la brigada de infantería se trajo para proporcionar la 7ª División con sede de una tercera brigada. A Savige se le dieron tres batallones que nunca habían trabajado juntos antes: el 2/3 y el 2/5 Batallones de Infantería y 2/2. Batallón pionero. Obtuvo un éxito notable en la Batalla de Damour, que calificó como la batalla más exitosa de la guerra, aunque su conducta no estuvo por encima de las críticas de Berryman, quien sintió que Savige había localizado su cuartel general demasiado atrás, lo que resultó en: falta de aprovechar una oportunidad importante. En última instancia, sin embargo, esto no tuvo un impacto significativo en la batalla.
Para junio de 1941, Blamey se había preocupado por la salud de Savige. Un examen médico completo en agosto declaró que Savige había llegado a una etapa de agotamiento total. Por lo tanto, Blamey decidió enviar a Savige y al brigadier J. Murray de regreso a Australia como "una forma elegante de poder retirarse con honor a dos oficiales que han realizado un trabajo útil en el Medio Oriente, pero que le parecen desiguales a las severas demandas físicas de la guerra moderna en rápido movimiento". Savige se despidió de los tres batallones de la Brigada 17 en un desfile especial en Ensaya, en Siria el 15 de diciembre de 1941. En su momento, su siguiente destino fue haber sido Director de Reclutamiento y Propaganda en Australia.

### Defensa de Australia
Savige llegó a Australia el 5 de enero de 1942 para encontrar que su nuevo nombramiento había sido cambiado a comandante de la 3ª División, y fue ascendido al rango de mayor general dos días después. El estallido de la guerra con Japón provocó una reorganización generalizada de las fuerzas en Australia y Savige fue uno de los oficiales con experiencia en el Medio Oriente que fue promovido y se le dio el mando de una formación del Ejército Nacional. Savige se lanzó a la tarea de preparar su mando para la guerra, eliminando a los físicamente incapacitados e incompetentes. En mayo, había eliminado unos 60 oficiales Reemplazarlos fue otro asunto. La división estaba a menos de la mitad de la fuerza cuando Savige asumió el mando y se llenó con un gran número de reclutas de 18 años. Un recién llegado fue especialmente bienvenido: el teniente coronel John Wilton, quien fue nombrado oficial de servicios generales, primer grado (GSO 1) en agosto. Más tarde, Savige recordó que "nunca tuve un personal más competente, ni un equipo tan cooperativo, como ese personal después de que llegó Wilton". La tercera división se mudó al sur de Queensland en julio, donde estuvo bajo el mando del teniente general Edmund Herring II. Cuerpo En octubre, Herring sucedió a Rowell como comandante de la Fuerza de Nueva Guinea, y Savige se convirtió en comandante en funciones de comandante. Con su atención centrada en el cuerpo, Savige confió en Wilton para supervisar el entrenamiento de la 3.ª División.

### Wau – Salamaua
Se ordenó a la 3ª División que se mudara a Nueva Guinea en febrero de 1943, pero Blamey inicialmente no tenía la intención de que Savige la mandara, ya que sentía que "es muy difícil subir allí", y todavía tenía dudas sobre la condición física de Savige. Un examen médico completo despejó el camino, y Savige partió para Port Moresby en marzo de 1943. La exitosa conclusión de la Batalla de Wau salió de la 17.ª Brigada de infantería, ahora bajo mando del brigadier Murray Moten, en Wau como las únicas tropas en contacto con el enemigo en el área del Pacífico sudoccidental. Herring, ahora al mando de la Fuerza de Nueva Guinea, ordenó a Savige que amenazara la posición japonesa en Salamaua; El resultado fue la campaña Salamaua – Lae. A pesar de las duras condiciones, Savige lideró desde el frente. Visitó posiciones adelantadas y voló sobre las áreas de primera línea usando la banda de gorra de su general escarlata para que sus hombres, y cualquier francotirador japonés, supieran que el general estaba en el trabajo.
"Lo sé", le contestó Blamey a un oficial superior del personal que lo alentaba a que dejara a Savige, "dicen que me quedo con él porque es mi amigo. ¡Dime cuándo me ha decepcionado en esta guerra!"
El defensor anti-Savige mencionó una historia que estaba sucediendo: no era Savige sino un comandante subordinado que estaba haciendo el verdadero trabajo.
"Alguien tiene que hacer el trabajo", respondió Blamey. "Si un comandante puede elegir a un buen hombre, darle un trabajo que hacer y ponerse detrás de él, eso es lo único que importa. Si no está detrás de él, es un mal comandante. Si alguien puede demostrarme que Savige alguna vez me decepcionó, entonces Savige no estará allí ".
John Hetherington
Una vez más, Savige no escapará a la controversia. En este caso, surgieron dificultades por el hecho de que Herring no dejó en claro a Savige y Wilton exactamente qué se entendía por "amenaza". Lo que acabaría siendo amenazado por el éxito mismo de Savige fue el plan de Blamey para la captura de Lae, que pedía que los defensores japoneses de Lae fueran llevados hacia Salamaua. La campaña también incluyó un intercambio de ideas entre Savige y los comandantes estadounidenses que amenazaban la armonía aliada. Esto surgió, irónicamente, debido a las instrucciones deliberadamente vagas de Herring, que esperaba garantizaran la armonía aliada.
El 15 de agosto, Blamey y Berryman, ahora un general importante, llegaron a Port Moresby. Berryman fue enviado para visitar a Savige y evaluar su desempeño, con un breve resumen para juzgar la conducta de Savige en la campaña, y relevarlo si fuera necesario. Aunque "era un secreto a voces que Berryman tenía una opinión muy baja de la competencia militar de Savige", después de estudiar la situación por sí mismo, Berryman se vio obligado a admitir a Wilton que "nunca pensó que tendría que admitir que Savige tenía razón." Berryman regresó a Port Moresby e informó a Blamey y Herring de que habían juzgado mal a Savige. Sin embargo, en deferencia a los deseos de Herring, Blamey relevó a Savige de todos modos. El 23 de agosto, Savige, amargamente decepcionado por no ver la captura final de Salamaua, entregó la operación de Salamaua a la 5ta. División bajo el comandante general Edward Milford. Savige fue galardonado con un Caballero de la Orden del Baño por sus servicios en la campaña de Salamaua. Su cita decía:
El Mayor-General Savige tuvo el control de la Batalla por Salamaua desde el 30 de junio del 43 hasta su mejora el 26 de agosto del 43. La batalla finalmente se ganó el 11 de septiembre del 43, el crédito por la victoria debe ser del Mayor-General Savige durante cuyo período de mando, la defensa del enemigo se rompió. La naturaleza del país prestó una gran asistencia al defensor, y solo una cuidadosa planificación permitió superar las defensas. El suministro de nuestras tropas avanzadas también fue un problema tremendo.
El Mayor-General Savige triunfó sobre todas estas dificultades, sus hombres se mantuvieron abastecidos, se les alentó a soportar las dificultades más terribles y a superar las grandes dificultades del terreno. Los planes del Mayor-General Savige, estaban bien concebidos y los vio llevados a cabo. El éxito alcanzado es de la mayor importancia para la causa Aliada, y el Mayor-General Savige por su excelente liderazgo ha hecho una contribución muy real al éxito final de las Naciones Unidas. Las victorias ganadas al el enemigo en las batallas de Morbo y Komiatum se debieron a sus planes bien concebidos y su ejecución enérgica.

### Nueva Guinea

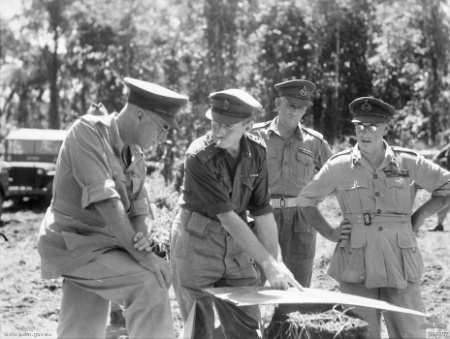
Comandantes superiores en Bougainville; Savige está a la derecha.

En febrero de 1944, el nombramiento de Herring como Presidente del Tribunal Supremo de la Corte Suprema de Victoria llevó a una vacante en el I Cuerpo, para el cual el general Blamey pensó tanto en Vasey como en Savige, pero "teniendo en cuenta sus respectivas carreras", recomendó a este último. El ministro del ejército, Frank Forde, cuestionó la recomendación de Blamey y preguntó quién era el oficial superior. Blamey explicó que Savige era superior a Vasey, aunque no tan antiguo como Arthur "Tubby" Allen, James Cannan o Eric Plant. Blamey señaló que la antigüedad no era la principal preocupación para la promoción a ese nivel, y que no estaba preparado para recomendar a estos oficiales en este momento, con lo cual Forde retiró su objeción. El general Douglas MacArthur consideró que la supresión de Vasey era "escandalosa".
El 12 de abril de 1944, las oficinas centrales de Corps se trasladaron desde Queensland para aliviar la de Berryman II. Cuerpo de Finschhafen. Los dos empleados esperaban intercambiar equipos de oficina, ahorrando en el envío, pero Advanced LHQ ordenó que cada uno se mudara con todas sus tiendas. En cambio, las designaciones de los dos cuerpos se intercambiaron, de modo que el I cuerpo seguía siendo el I cuerpo en Australia y el II cuerpo el de Nueva Guinea. El 20 abril, se ordenó a Corps que asumiera la designación y función de la Fuerza de Nueva Guinea y se cerró la sede de la Fuerza de Nueva Guinea en Port Moresby. Savige, por lo tanto, asumió el mando de la Fuerza de Nueva Guinea, abriendo su nueva sede en Lae el 6 de mayo. En este momento, no se llevaban a cabo operaciones de combate importantes y las actividades se estaban terminando en la Nueva Guinea australiana. El papel principal de la Fuerza de Nueva Guinea era enrollar las instalaciones base y las unidades de envío de regreso a Australia. El 9 de septiembre de 1944, MacArthur descartó la organización del grupo de trabajo. A partir de entonces, el Sexto Ejército de los EE.UU. Y el Octavo Ejército y el Primer Ejército del Teniente General Vernon Sturdee informaron directamente a él. El primer cuartel general del ejército llegó a [Lae] el 1 de octubre y asumió el control de las tropas australianas en Nueva Guinea. A medianoche, la Fuerza de [Nueva Guinea] se suspendió, y la sede de Savige se convirtió en II Cuerpo una vez más.

### Bougainville

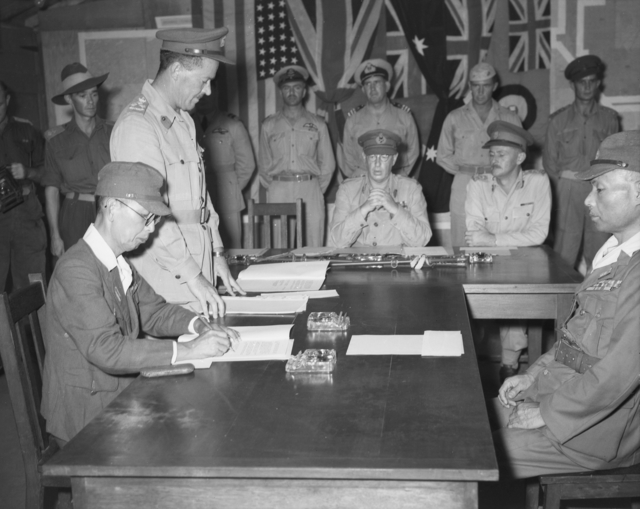
Savige (sentado en el centro, jefe de la mesa) preside mientras el teniente general Masatane Kanda (sentado a la izquierda) rinde fuerzas japonesas sobre Bougainville el 8 de septiembre de 1945.

Aunque geográficamente es la mayor de las Islas Salomón, Bougainville era políticamente parte de la Nueva Guinea australiana y el Primer Ministro John Curtin deseaba que Australia contribuyera a la guarnición. Se ordenó a Corps que "redujera la resistencia enemiga en la isla Bougainville pero sin comprometer fuerzas importantes".  "Para un comandante como el general Savige, que no solo estaba profundamente imbuido de la doctrina de la agresividad que era un artículo de fe de la AIF en ambas guerras mundiales, sino que también estaba ardiendo para poner fin a su carrera militar en un remolino de acción", escribió el corresponsal John Hetherington. Las órdenes de Savige "eran atractivamente flexibles". GHQ calculó que no había más de 12.000 japoneses en Bougainville, mientras que LHQ estimó 25.000. En realidad, más de 40.000. Los japoneses seguían vivos en Bougainville en noviembre de 1944.
La sexta y última campaña de la guerra de Savige estuvo libre de controversia sobre su mando. Una vez más, tenía un oficial regular con talento como jefe de personal, el brigadier Ragnar Garrett, con quien había trabajado en Grecia durante 1941 y más recientemente en Nueva Guinea. Además, como comandante de un cuerpo, los detalles tácticos podrían dejarse en manos de los subordinados, aunque Savige aún tenía que vigilarlos para asegurarse de que no corrieran riesgos innecesarios ni incurrieran en víctimas innecesarias. Savige continuó recorriendo las líneas del frente con su banda de gorra escarlata y con la bandera de su auto. También mantuvo su preocupación y relación con los soldados ordinarios bajo su mando. La campaña final en Bougainville costó 516 vidas australianas Unos 8500 Japoneses fueron asesinados mientras que 9800 murieron por otras causas, quedando 23.571. Masatane Kanda estaba todavía vivo cuando terminó la guerra. El 8 de septiembre de 1945, Savige aceptó su rendición en Torokina.

## Después de la guerra
Desde octubre de 1945 hasta mayo de 1946, Savige se desempeñó como coordinador de desmovilización y dispersión. Se trasladó a la Reserva de Oficiales el 6 de junio. Reanudando sus intereses comerciales, fue director de Olympic Tire. & Rubber Ltd de 1946 a 1951 y presidente de Moran & Cato Ltd de 1950 a 1951. También fue presidente de la Central Gratuity Board de 1946 a 1951 y desde 1951 fue comisionado del Banco de Ahorros del Estado de Victoria. Fue líder en las marchas del Día de Anzac en Melbourne, patrocinador de varias de sus asociaciones de unidades anteriores y coronel honorario del 5º Batallón (regimiento escocés victoriano ).
Blamey recomendó a Savige para un comandante de la Orden del Imperio Británico por la campaña de Salamaua en octubre de 1944. Un año más tarde, recomendó a Savige como Caballero de la Orden del Baño por la campaña en Bougainville. Ambas recomendaciones fueron rechazadas por el gobierno laborista. Tras la elección del gobierno de coalición en las elecciones de 1949, Blamey escribió al recién elegido Primer Ministro, Robert Menzies, para pedirle honores a sus generales. Esta vez tuvo éxito, y Savige fue nombrado Comandante Caballero de la Orden del Imperio Británico (División Militar) en los Honores de Cumpleaños del Rey el 8 de junio de 1950. En 1953, viajó a Londres para representar a Legacy en la coronación de la reina Isabel II. .

## Muerte
Savige murió de una enfermedad coronaria en su casa de Kew, Victoria, el 15 de mayo de 1954. Le hicieron un funeral con todos los honores militares en la catedral de San Pablo, Melbourne. El servicio fue dirigido por el Capellán del Comando Sur y el Obispo de Geelong, el Reverendo Dr. J. RE. MacKie, quien le dijo a la congregación que "la mayor virtud de Sir Stanley era la humanidad. Tenía gran consideración por sus tropas. Pensó que no estaban allí solo para ser usados, sino para ser ayudados ". Una multitud de 3.000. personas lo vieron descansar en el cementerio de Kew. Savige dejó una finca valorada en £ 66,000. Le sobrevivieron su hija Gwendolyn y su sobrino Stanley, su esposa había muerto dos meses antes. En su testamento, ordenó que sus documentos fueran donados al Australian War Memorial, donde permanecen. El Monumento a la Guerra también tiene su retrato de Alfred Cook. En agosto de 2006, los líderes de la comunidad australiana-asiria de Sídney y Melbourne se reunieron para conmemorar el papel de Savige en salvar a los refugiados asirios en 1918, y la alcaldesa de Morwell, Lisa Price, descubrió un busto de bronce del general.

## Otras lecturas
- Ru'ssell, W. B. (1959). There Goes a Man: The Biography of Sir Stanley G. Savige. Melbourne: Longmans. OCLC 2954812.
- Savage, Walter E.; Titcher, Margot (1996). Savage Savige: Tables of descendants of Samuell Savage (1739–1802) of Greens Norton, Northamptonshire, England, and his wife Sarah Bodily, and a short account of the history of the family. Melbourne: Savige Family Publications. ISBN 978-0-9594191-4-6. OCLC 221991758.
- Lindenmayer, Sarah (2018). Debt of honour. Calwell, ACT, Australia: Australian Self Publishing Group. ISBN 978-0-6483177-2-2.